# Выров
Выров (укр. Вирів) — село в Жовтанецкой сельской общине Львовского района Львовской области Украины.
Население составляет 360 человек.

## История Вырова

### Первое упоминание о селе
Первое упоминание о селе относитсяк XIV веку и датируется 1352 г. (в привилегии ошибочно 1362): «Села Горпин, Выров, Нагорцы во Львовской земли стали собственностью шляхтича Гжегожа (Григория) Тимшица» (посмертно назван «Давыдовский»), который получил их за заслуги от короля Казимира ІІІ.

### Археологическое наследие
На окраине Вырова найден археологом Богданом Янушем (Кароповичем) в 1925 кугран эпохи бронзы (начало II тысячелетия до н. э.) в захоронении оказалась бронзовое украшение и кремнёвое листовидное острое копьё, а также какой-то человек с раннего бронзового века.

### Село в XV—XIX вв.
Второе упоминание относится к XV веку и датируется 1456 годом.
В 1649 году село было уничтожено татарами, о чем свидетельствует запись, сохранившейся в архиве «в 1649 по признанию сборщиков налогов, с. Выров было уничтожено татарами».
Согласно описанию сел Каменецкого уезда 1894 в Вырове было 77 домов с населением 548 человек. Шематизм 1945 подает, что в это время Виров насчитывал 682 жителя.
Нелёгкой была жизнь крестьян и в XIX в. Все лучшие пахотные земли принадлежали помещику, как и сами крестьяне. Так по переписи 1868 года господину Ивану Счжелецькому принадлежало 657 моргов земли, в то время как 347 крестьян пользовались только 468 моргом. Крестьяне жили в нищете и большая часть из них была вынуждена работать на помещика.

### Вторая мировая война
Во время немецко-советской войны на фронтах против немецко-фашистских захватчиков сражались 83 жителя, 73 из них за боевые подвиги награждены орденами и медалями СССР. 65 человек отдали свою жизнь в борьбе с гитлеровцами.
Осенью 1941 г. на Львовщине, в частности на территориях контролируемых Красной армией, усилиями местных активистов возникают советские подпольные группы в разных населенных пунктах Львовской области. Туда входит и Виров, во главе с М.Проциком. Начиная с весны 1942 группы встречаясь, обсуждали политическое положение в Западной Украине и готовились к организации подпольно-партизанской борьбы с гитлеровскими захватчиками.
Во время Львовско-Сандомирской операции (13 июля 1944 — 29 августа 1944) в с. Выров погиб солдат 9 мех. корпуса 10 отдельного мотопихотного батальона старший сержант — Соловьев Владимир Степанович (1923 г. — 19 июля 1944 г.). По свидетельствам, полученным 1997 г., остатки Владимира были перезахоронены на Холме Славы у могилы разведчика М.Кузнецова. В школе с. Выров в те годы был музей боевой Славы, где была информация о погибшем, фото и даже свидетели его гибели.

## ХрамПреображения ГосподняУАПЦ(1939 г.)
С какой стороны мы не добирались до села увидим на горизонте огромный купол церкви. Издалека может показаться, что это каменная святыня, а на самом деле она из дерева. Чем ближе вы подходите к ней тем больше она вызывает восхищение своими формами. Деревянная церковь стоит на плато склона. Со стороны главного входа здание поражает своей высотой — 25 метров (высота 8-ми этажного дома).
Храм построен в 1937—1939 гг. за счет добровольных пожертвований прихожан на месте предыдущего с 1756 г. Мастер строительства Василий Литовинский.
Храм согласно проекту должен был быть 3-купольным, но так как приближалась война, решили завершить строительство с одним куполом. Стоит отметить и о том, что храм построен на насыпном грунте (до сих пор неизвестно, каким образом было навезено столько земли при тогдашних возможностях). Но видимо мы все понимаем, что это нелегкий труд и старания добрых людей нашего села была благословенная Богом, поэтому эта святыня возвышается и по сегодняшний день, объединяя верующих к молитве и благодарности Богу за Его милость и милосердие.
К юго-западу стоит деревянная двухъярусная колокольня XVIII в. По рассказам старожилов, во время Второй мировой войны в ней обустраивали позицию снайперы, которым с высоты было видно все вокруг.
Как уже было отмечено храм построен в 1939 году. Стараниями общины и умелым руководством тогдашнего настоятеля о. Александра Содоморы. Именно он поднял людей на такое благое дело. Отец Александр отмечался твердым характером, был мудрым, трудолюбивым, иногда строгим. Его уважали люди и всегда прислушивались к его разумных советам, потому что свои слова он всегда подтверждал собственными поступками. Он был истинным пастырем и хорошим отцом для своих прихожан. И на сегодняшний день является пожилые люди, которые с большим уважением вспоминают о своем настоятеля. Верно и ревностно служил отец Содомора (именно так называли его люди) в приходе в Вырове с 1933 г. по 1977 г. Скончался 20 июня 1977 и покоится на местном кладбище.
В храме также хранится мироточивая икона Божьей Матери «Праворучица» кон. XVIII в., Передана семьей Высоцких и торжественно 18 июля 2010 перенесена в церковь. По воле Божьей икона нашла свое место, куда любой человек может прийти помолиться и найти утешение в своих бедах и скорбях.